# Alanis (película)
Alanis es una película argentina dramática de 2017 coescrita y dirigida por Anahí Berneri y protagonizada por Sofía Gala.
Se centra en una joven mujer de bajos recursos que ejerce el trabajo sexual y es empujada a subsistir luego de que autoridades policiales falsamente la acusen de "trata de personas" y le quiten su vivienda. A partir de allí se narran las tribulaciones de una chica del oficio que además es madre. Su protagonista Sofía Gala fue muy elogiada por su actuación.
Fue la obra más premiada del Festival de San Sebastián al recibir tres galardones: la Concha de Plata a mejor dirección, a la mejor actriz por Sofía Gala Castiglione, y el Premio Cooperación Española.

## Sinopsis
Alanis es una joven trabajadora sexual y madre de un pequeño hijo, quien vive en un apartamento junto a su amiga Gisela. Un día, unos hombres desconocidos llegan al apartamento con identidades falsas y haciéndose pasar por clientes, para interrogar a Alanis y Gisela con motivos de clausurarles el alquiler del apartamento y formular cargos de "prostitución y trata de personas". A partir de allí, Alanis pierde el departamento donde trabajaba y su situación socioeconómica empeora drásticamente, teniendo que pelear por sobrevivir en una sociedad autoritaria que deshumaniza a las trabajadoras sexuales y los pobres. A pesar de varias dificultades, Alanis se niega a darse por vencida y debe enfrentar la crudeza de su situación.

## Reparto
- Sofía Gala Castiglione - Alanis
- Dante Della Paolera - Dante
- Dana Basso - Gisela
- Silvina Sabater - Andrea
- Carlos Vuletich - Román
- Estela Garelli - Asistente social
- Santiago Pedrero - Santiago
- Julián Calviño
- Javier Van De Couter
- Marina Cohen

## Premios y nominaciones

### Participación en festivales de cine
| Festival              | Fecha de evento               | Categoría                 | Premio   | Ref.  |
| --------------------- | ----------------------------- | ------------------------- | -------- | ----- |
| Festival de Toronto   | 7 al 17 de septiembre de 2017 | Contemporary World Cinema | Nominado | [ 5 ] |
| Festival de La Habana | 8 al 17 de diciembre de 2017  | Sección oficial           | Ganador  | [ 6 ] |
| Festival de La Habana | 8 al 17 de diciembre de 2017  | Mejor actriz              | Ganador  | [ 6 ] |

### Premios Sur
Dichos premios serán entregados por la Academia de las Artes y Ciencias Cinematográficas de la Argentina en 2018.
| Año  | Categoría               | Candidato                           | Resultado |
| ---- | ----------------------- | ----------------------------------- | --------- |
| 2017 | Mejor director          | Anahí Berneri                       | Nominada  |
| 2017 | Mejor actriz            | Sofía Gala Castiglione              | Ganadora  |
| 2017 | Mejor actriz revelación | Danna Basso                         | Nominada  |
| 2017 | Mejor guion             | Anahí Berneri Javier Van De Counter | Nominados |

### Premios Cóndor de Plata
Dichos premios serán entregados por la Asociación de Cronistas Cinematográficos de la Argentina en  2018.
| Año  | Categoría             | Candidato                          | Resultado |
| ---- | --------------------- | ---------------------------------- | --------- |
| 2018 | Mejor Película        | Alanis                             | Nominada  |
| 2018 | Mejor Dirección       | Anahí Berneri                      | Nominada  |
| 2018 | Mejor Actriz          | Sofía Gala Castiglione             | Ganadora  |
| 2018 | Mejor Guion Original  | Anahí Berneri Javier Van de Couter | Nominados |
| 2018 | Mejor banda de sonido | Nahuel Berneri                     | Nominado  |